# Tokio Hotel
Tokio Hotel este o trupă pop-rock/alternative rock din Germania, fondată în 2001 de solistul Bill Kaulitz, chitaristul Tom Kaulitz, toboșarul Gustav Schäfer și basistul Georg Listing. Cvartetul a avut patru single-uri de locul I și au lansat trei albume de locul I în țara lor natală, având peste 10 milioane de CD-uri vândute în lumea întreagă. După ce au înregistrat un CD-demo sub numele "Devilish" și au terminat contractul cu Sony BMG Germany, formația a realizat primul album Schrei, ca Tokio Hotel la Universal Music Germany în 2005. Schrei a fost vândut în mai mult de o jumătate de milion de copii pe plan internațional și a conținut patru single-uri de top 5 în Germania și Austria.
În 2007 formația a lansat al doilea album german Zimmer 483 și primul album în engleză Scream, care, combinate au fost vândute în peste 2,5 milioane de copii în întreaga lume și i-au ajutat să câștige primul lor premiu MTV Europe Music Award pentru Best InterAct. Zimmer 483 a conținut trei single-uri de top 5 în Germania, iar Scream – două single-uri care au intrat în top 20 în noi teritorii ca Franța, Portugalia, Spania și Italia. În septembrie 2008, au câștigat primul MTV Video Music Award (VMA) pentru Best New Artist. În octombrie 2008 trupa a câștigat patru premii, inclusiv, Best International Artist și Song of the year la Los Premios MTV Latinoamérica (MTV Video Music Awards Latin America) din Mexic. Tokio Hotel a devenit prima formație germană care a câștigat vreodată un premiu la MTV VMA și de asemenea la MTV Latin America Awards. Au primit și premiul Headliner la MTV Europe Music Awards 2008, organizat în Liverpool pe 6 noiembrie 2008, și premiul pentru Best Group pe 5 noiembrie 2009, la MTV Europe Music Awards din Berlin. Au câștigat un premiu pentru Best World Stage Performance pe 7 noiembrie 2010, la MTV Europe Music Awards din Madrid. În iulie 2011, Tokio Hotel a devenit prima formație germană care a câștigat premiul MTV Video Music Awards Japan (VMAJ). Cel de-al cincilea album de studio al trupei, Kings of Suburbia, a fost lansat în Germania pe  octombrie 2014 și pe plan mondial pe 6 octombrie.

## Istoric

### Fondare (2001–2004)
Tokio Hotel a fost fondată de vocalistul Bill Kaulitz și chitaristul Tom Kaulitz, care sunt frați gemeni, toboșarul Gustav Schafer și basistul Georg Listing. Cei patru s-au întâlnit în 2001, după un spectacol live într-un club din Magdeburg, unde Listing și Schafer, care se cunoșteau de la școala de muzică, i-au urmărit din public pe Bill și Tom Kaulitz cum au cântat pe scenă. Sub numele Devilish, trupa a început să cânte la spectacole de talente și în mici concerte.. După participarea lui Bill Kaulitz la "Star Search" în 2003 la vârsta de treisprezece ani (unde a pierdut în semifinală) a fost descoperit de producătorul Peter Hoffmann. Devilish și-au schimbat numele în Tokio Hotel: "Tokio", traducerea germană a orașului japonez Tokyo, pornind de la dragostea pentru oraș, și "Hotel" pornind de la continuua călătorie și cazare la hoteluri. După ce Sony BMG le-a dat un contract, Hoffmann i-a angajat pe David Jost și Pat Benzner în echipa de creatori și autori, și le-a dat instrucțiunile tinerilor pentru compunerea și cântatul la instrumente; multe dintre cântecele de pe primul album au fost scrise de Hoffmann, Jost și Benzner (incluzând single-urile "Scream" și "Rescue me" care au fost complet scrise de ei), doar single-ul "Unendlichkeit" a fost scris complet de Tokio Hotel. La scurt timp după lansarea primului lor album, Sony a terminat contractul. În 2005, Universal Music Group a semnat un contract cu Tokio Hotel și a întemeiat un plan de vânzări. Tokio Hotel se numără printre cei mai mari artiști moderni germani și cei mai buni din ultimii 20 de ani.

### Schrei(2005–2006)

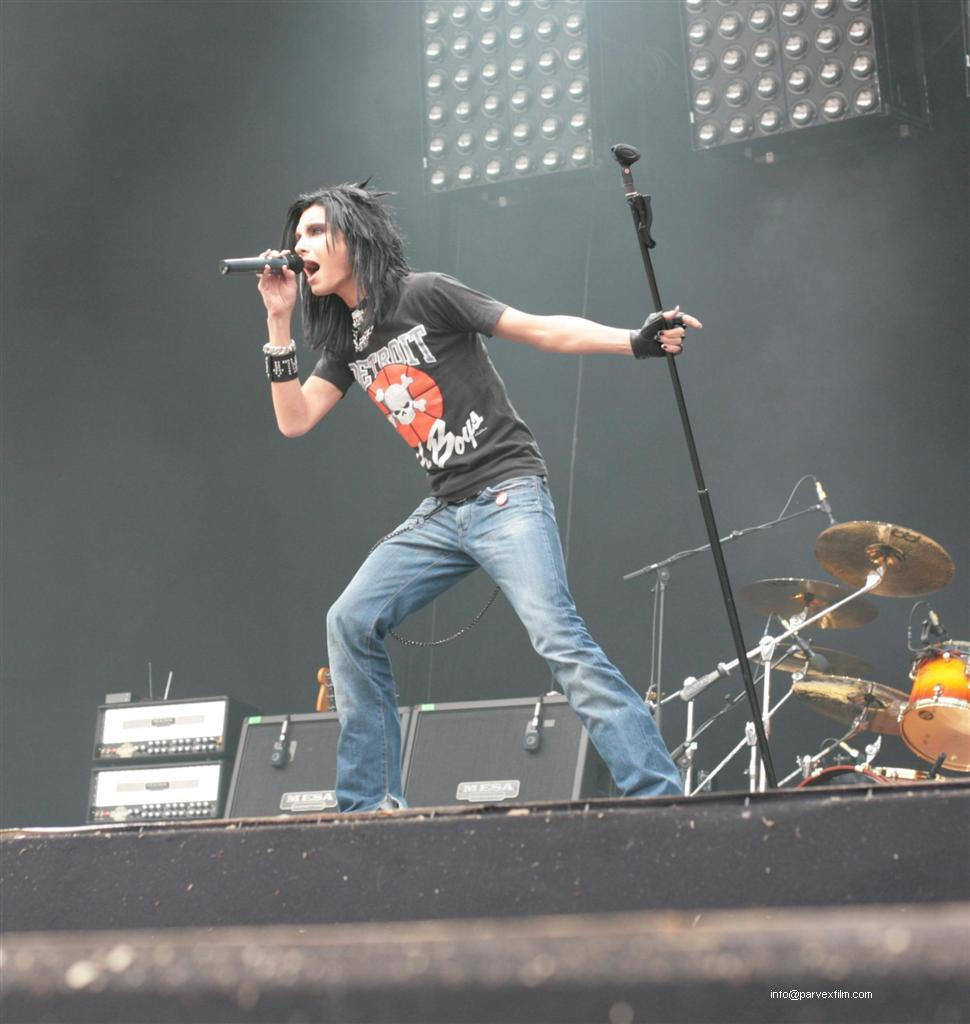
Bill Kaulitz evoluând în Hessisch-Lichtenau, Germania, în 2006.

Primul lor single, "Durch den Monsun" ("Prin furtună"), a ajuns repede în vârful topurilor, intrând în topul german Media Control pe locul #15 pe 20 august 2005 și urcând până pe #1 pe 26 august 2005; a urcat pe #1 în toprile austriece. Al doilea single, "Schrei" ("Țipă"), a urcat pe a #5 poziție în topurile germane. Aceste două cântece au fost scrise de solistul Bill Kaulitz împreună cu grupul de producători Peter Hoffmann, David Jost, Pat Bezner și Dave Roth. Albumul lor de debut, Schrei, a fost lansat pe 19 septembrie 2005, și a obținut trei certificate de aur de la BVMI în 2006 pentru vânzarea de 300.000 de copii în Germania. În 2006, al treilea și al patrulea single, "Rette mich" ("Salvează-mă") și "Der letzte Tag" ("Ultima zi"), au fost scoase; urcând pe #1 de aemenea. "Der letzte Tag" conține un bonus track numit "Wir schließen uns ein" ("Ne alăturăm și noi"), care a fost acompaniat de un videoclip.

### Zimmer 483(2007–2008)
Primul single de pe al doilea album Zimmer 483 ("Camera 483"), numit "Übers Ende der Welt" ("Deasupra sfârșitului lumii", mai târziu refăcut în engleză sub numele "Ready, Set, Go!"), a fost lansat pe 26 ianuarie 2007 și a ajuns repede pe #1 în Germania și Austria, și #2 în Franța. Zimmer 483 a fost lansat în Germania pe 23 februarie 2007, cu o ediție deluxe a albumului conținută pe un DVD. Al doilea single al albumului, "Spring nicht" ("Nu sări") a fost lansat pe 7 aprilie. Turneul care acompania realizarea albumului, The Zimmer 483 Tour, a fost gata să înceapă în martie 2007, dar a fost amânat două săptămâni deoarece membrii trupei și-au dorit un alt design al scenei. Al treilea single "An deiner Seite (Ich bin da)", a fost lansat pe 16 noiembrie, iar videoclipul a fost realizat cu anumite fragmente din timpul turneului prin Franța. Single-ul conținea un bonus track "1000 Meere" ("1000 de mări"), pentru care s-a realizat de asemenea un videoclip. Pe 28 aprilie 2008 Tokio Hotel lansează "Heilig" ("Sfânt") dar fără un videoclip datorită agendei încărcate.

### Scream(2007–2008)
Primul album Tokio Hotel în engleză, Scream, a fost lansat pe 4 iunie 2007, în Europa. În Germania, albumul a fost lansat ca Room 483 pentru a face legătura cu ultimul lor album german, Zimmer 483. Scream conținea versiunile în engleză ale unor cântece selectate de pe albumele în germană Schrei și Zimmer 483. "Monsoon" ("Furtună"), versiunea englezească a lui "Durch den Monsun", a fost primul single de pe album. "Ready, Set, Go!" (traducerea lui "Übers Ende der Welt") a fost al doilea single și "Don't Jump" (traducerea lui Spring nicht) al treilea. Un videoclip pentru "Scream", versiunea englezească a hit-ului "Schrei" din 2005, a fost filmat, și a fost descărcat gratis pe "iTunes Store" devreme în martie 2008.
Tokio Hotel au susținut primul concert în Regatul Unit pe 19 iunie 2007. "Ready, Set, Go!" a apărut în Regatul Unit ca primul single al formației pe 27 august 2007. Cântecul a urcat pe locul #77 în UK Singles Chart.
Tokio Hotel au câștigat un MTV Europe Music Award pentru Best InterAct pe 1 noiembrie 2007 și au fost nominalizații la Best Band. Ei au cântat "Monsoon" ca rezultat.
Tokio Hotel au realizat primul lor single US, intitulat simplu "Tokio Hotel", târziu în 2007. Single-ul a conținut piesele "Scream" și "Ready, Set, Go!", și a fost disponibil exclusiv în magazinele Hot Topic. Al doilea single US, "Scream America", a fost lansat pe 11 decembrie 2007. Single-ul conținea piesa "Scream" și un remix pentru "Ready, Set, Go!" realizat de AFI's Jade Puget. În februarie 2008, formația a făcut turul Americii de Nord cu cinci întâlniri începute în Canada și în cele din urmă în New York. După ce au apărut și cântat la MuchMusic, când făceau turul Canadei, "Ready, Set, Go!" a intrat în MuchOnDemand Daily 10, o selecție a videoclipurilor alese de privitori. Aceasta a stat pentru o săptămână, când s-a întors în top-ul lui MOD Daily 10 pe 8 aprilie. "Scream" a fost lansat în Canada pe 25 martie și în US pe 6 mai.

### 1000 Hotels Tour
Turneul european "1000 Hotels" a început pe 3 martie 2008 în Bruxelles și a continuat cu locații ca Olanda, Luxemburg, Franța, Spania, Portugalia, Italia și Scandinavia, și a fost programat să se termine pe 9 aprilie; în timpul concertului din Marseille, Franța pe 13 martie, Bill a început să experimenteze probleme vocale. El a lăsat publicul să cânte de mai multe ori decât de obicei și a micșorat numărul totatl de 21 de cântece, la doar 16. Bill și-a cerut scuze, în Germania, pentru prostul său cântat și a explicat că este bolnav. Două zile mai târziu, trupa a anulat concertul din Lisabona, Portugalia după ce fusese programat să înceapă. Restul lui "1000 Hotels Tour" și programarea pentru Turneul Nord American au fost anulate după un anunț din Bild făcut de manager-ul trupei deoarece Bill Kaulitz trebuia să facă o operație pentru a distruge un chist din corzile sale vocale.
Bill Kaulitz și-a pus vocea în pericol după ce a cântat în 43 de concerte în "1000 Hotels Tour" fără vacanțe. El a trebuit să-și opereze lariginta pe 30 martie pentru a distruge un chist care se formase în corzile sale vocale. Chistul a fost rezultatul unei infecții a esofagului care nu fusese tratată. Urmând operația, Bill nu a fost capabil să vorbească pentru douăsprezece zile și a avut patru săptămâni de reabilitare vocală. Dacă Bill ar fi continuat să cânte restul turneului, vocea sa ar fi fost probabil distrusă definitiv. Tokio Hotel au început să cânte din nou în mai 2008 și după aceea s-au îmbarcat în a doua parte a lui "1000 Hotels European Tour" adăugând mai multe concerte în aer liber și programând turneul pe 13 iulie în Werchter, Belgia.

## Turneul Nord American șiHumanoid(2009–2012)
Tokio Hotel au pornit în al doilea turneu în America de Nord în august 2008. Videoclipul formației pentru "Ready, Set, Go!" a fost nominalizat pentru Best Pop Video la MTV Video Music Awards 2008, unde au câștigat de asemenea premiul pentru Best New Artist. Ei s-au întors în America de Nord din nou în octombrie 2008 pentru o lună lungă de concerte și înregistrarea mai multor cântece. În decembrie 2008, a fost lansat un DVD din spatele scenelor numit Tokio Hotel TV – Caught on Camera. Conținea înregistrări din Tokio Hotel TV și povești caracteristice din culise a anului trecut pe primul disc liber History – The very best of Tokio Hotel TV!". O ediție deluxe conținea un al doilea disc numit liber "Future – The road to the new Album!" care combina înregistrări ale formației și turnee de promovare și realizarea celui de-al treilea album.
În legătură cu turneul Nord American, formația s-a întors la studioul de înregistrări din Hamburg pentru realizarea celui de-al treilea album, Humanoid, care, cu acordul producătorului lor David Jost, a fost labsat pe data de 2 octombrie în Germania și 6 octombrie 2009 în S.U.A. Aceasta este o declarație totuși târzie din martie/aprilie 2009 realizată în mai/iunie 2009. Albumul a fost înregistrat la început în germană și versiunile englezești au fost realizate în același timp.
Pe 10 august, a fost anunțat pe știrile MTV că primul single german ar fi "Automatisch" și versiunea sa englezească, "Automatic", ar putea de asemenea să fie primul single în Statele Unite. Pe 30 august, MTV Buzzworthy a realizat un videoclip care prezenta "Automatic" și Cherrytree Records anunțănd că versiunea în engleză va fi lansat în SUA pe 22 septembrie. Dar, videoclipul pentru single a apărut pe 3 septembrie.
Pe 2 noiembrie, a fost anunțat pe blogul lui Tom că al doilea single în engleză va fi "World Behind My Wall" și echivalentul în germană, "Lass uns laufen" ("Lăsați-ne să fugim"), ar putea fi al doilea single german. Videoclipurile ambelor versiuni au apărut pe 14 decembrie și pe 15 decembrie.
Pe 24 iunie, videoclipul live pentru single-ul lor "Dark Side of the Sun" a fost lansat pe website-ul formației.
Pe 20 iulie 2010 ei au lansat al doilea album live Humanoid City Live din Milano, Italia pe 22 noiembrie 2010, noul lor cântec "Hurricanes and Suns", a avut premiera la radio-ul grecesc Mad Radio. Acesta este inclus ca bonus track pe Tokio Hotel: Best Of, un album compilație a celor mai de succes cântece ale lor. Albumul va include de asemenea "Mädchen aus dem All", primul cântec al formației înregistrat într-un studio.
Pe 13 decembrie 2010 au scos Best Of. Pe plan internațional a fost lansat a doua zi. Pe 2 decembrie avuse loc premiera mondială a vieoclipului pentru "Hurricanes and Suns", pe website-ul lor oficial.

### Kings of Suburbia(2013–prezent)
Pe 5 ianuarie 2013, după o lungă perioadă de liniște, Tom Kaulitz a confirmat că un nou album va fi lansat în 2013. Ulterior, Tokio Hotel a anunțat că planifică să lanseze un nou single pe 27 octombrie 2013, iar albumul în luna următoare. Cu toate acestea, nici albumul și nici single-ul nu au mai fost lansate în acel an.
Pe 22 ianuarie 2014, producătorul formației, Peter Hoffman, a anunced că înregistrările pentru noul album s-au încheiat și că trupa a intrat în proces de selecție a listei pieselor. El a mai spus că nu au încă o dată a lansării, dar albumul va apărea mai târziu în 2014. Pe 3 aprilie trupa a informat fanii via Facebook și Twitter despre un update recent al website-ului lor, care includea și un teaser video official cu ei lucrând asupra albumului nou și fotografii ale membrilor nepublicate anterior niciodată.
Pe 3 septembrie 2014 Bill Kaulitz a anunțat prin contul său de Instagram că numele noului album va fi Kings of Suburbia și că lansarea va avea loc pe 3 octombrie.
Pe 12 septembrie, Tokio Hotel a lansat un videoclip pentru piesa "Run, Run, Run" de pe noul lor album. Și "Girl Got a Gun" a fost lansat ca al doilea cântec promoțional pe 19 septembrie, urmat de un videoclip pe 23 septembrie. Single-ul principal de pe album, Love Who Loves You Back, a fost lansat pe 26 septembrie, fiind urmat de un videoclip pe 30 septembrie.
Albumul a fost lansat în trei versiuni pe 3 octombrie 2014 și s-a clasat pe locul 1 în 30 de țări și în TOP5 în alte 17 țări.

## Performanțele asiatice
Tokio Hotel au susținut primul lor concert în Asia (excluzând concertul lor în Israel) la Audi Showcase în Singapore, urmând puțin Contactele TM cu Tokio Hotel ocazionale în Malaysia, promovând vânzările albumului Humanoid. Ei au inclus seria de mini-concerte în Taiwan. S-au întors în Malaysia câteva luni mai târziu pentru a cânta la MTV World Stage Live in Malaysia 2010. Au cântat în Tokio pe 15 decembrie 2010, după turneul prin America de Sud, din Distrito Federal, Mexic în pe 2 decembrie 2010. Ei sunt în prezent în Japonia pentru o promovare la televizor. În septembrie 2011 va apărea albumul Dark Side of the Sun și în noiembrie vor începe un nou turneu mondial.

## Modelling și comercialitate
Pe 19 ianuarie 2010, liderul solist Bill Kaulitz a colaborat cu gemenii Dean and Dan Caten de la Dsquared pentru a merge la un eveniment de modă din Milano. Kaulitz a făcut două apariții, el a deschis spectacolul DSquared's Menswear Autumn/Winter 2010 cu cântecul Tokio Hotel, "Screamin".
Creatorul mașinii Audi i-a angajat pe cei doi să participe la campania lui publicitară pentru a atrage generația tânără. Ei au fost adăugați într-un episod din Tokio Hotel TV (pe site-ul Tokio Hotel) și de asemenea în campanie.
Pe 4 august 2010, Tom Kaulitz și-a luat propriul Reebok de pantofi publicitar. Reebok este semnul chitaristului de 20 de ani de la Tokio Hotel/liderul sneakerșilor pentru prezenta noi pantofi pentru companie. "Acasă, am creat o cămăruță ca o mică debara", a spus el despre sneakerși. El a spus de asemenea că își cumpără câte 10 noi pereche pe săptămână. Adică 250 de sneakerși pe an.
Bill a colaborat cu Alice Cooper în Crăciunul din 2010 făcând publicitate magazinului electronic german, Saturn.

## Membrii
- Bill Kaulitz
- Tom Kaulitz

Tom Kaulitz s-a născut pe 1 septembrie 1989 în Leipzig cu zece minute înaintea fratelui său geamăn Bill. Din septembrie 2007, Tom folosea chitare Gibson și Mesa/Boogie Rectifier Heads cu Mesa Boogie Rectifier 4x12 cabinete. El a declarat că a avut influențe muzicale de la Aerosmith și de la cântărețul german de hip-hop Samy Deluxe. El a reprezentat Reebok-ul din Germania. Kaulitz, alături de fratele său geamăn, Bill, este un susținător al PETA din Germania. Ei au participat la o ședință foto care descurajează folosirea animalelor pentru distracție. El este în prezent alături de fratele său, Bill Kaulitz, în Los Angeles, unde lucrează la producerea noului album.
- Gustav Schäfer

Gustav (Klaus Wolfang) Schäfer s-a născut pe 8 septembrie 1988, în Magdeburg. În prezent locuiește în Magdeburg dar o vreme a stat și în Hamburg unde îi este studio-ul. Gustav cântă la tobe de la cinci ani. A avut influențe muzicale de la Metallica, Joe Cocker și Rod Stewart.
- Georg Listing

Georg (Moritz Hagen) Listing s-a născut pe 31 martie 1987. Casa lui este în Halle. El a început să cânte la chitară bas la treisprezece ani, și, în septembrie 2007 a folosit o chitară bas Sandberg. A spus că stilul său de a cânta a fost puternic influențat de Flea de la Red Hot Chili Peppers, Die Ärzte și Oasis.

## Discografie

### Albume
- 2003:  Devilish
- 2005: Schrei - Universal Music/Island
- 2006: Schrei - so laut du kannst - Universal Music/Island – Re-recording of Schrei
- 2007: Zimmer 483 - Universal Music/Island
- 2007: Scream - Universal Music/Island
- 2009: Humanoid... Germana - CherryTree Records, Interscope Records
- 2009: Humanoid... Engleza - CherryTree Records, Interscope Records
- 2010: Tokio Hotel Best Of (album)... Engleza & Germana - Universal Music/Island [Intl], Cherrytree/Interscope [USA]
- 2014: Kings of Suburbia -Universal Music/Island
- 2017: Dream Machine -Starwatch Entertainment

### Albume live
- 2006: Schrei – Live - Universal Music/Island
- 2007: Zimmer 483 – Live In Europe - Universal Music/Island
- 2010: Humanoid City Live

### DVD-uri
- 2005 : Leb die Sekunde - Behind the Scenes
- 2006 : Schrei Live
- 2007 : Zimmer 483 - Live in Europe
- 2008 : Tokio Hotel TV – Caught on Camera
- 2010 : Humanoid City Live

## Turnee
- 2005-2006 : Schrei Tour
- 2007 : Zimmer 483 Tour
- 2008 : 1000 Hotels World Tour
- 2010 : Welcome to Humanoid City Tour
- 2015 : Feel It All World Tour - Part 1 - Europa
- 2015 : Feel It All World Tour - Part 2 - SUA
- 2015 : Feel It All World Tour - Part 3 - America Latina
- 2015 : Feel It All World Tour - Part 4 - Rusia, Ucraina, Belarus
- 2017-2018 : Dream Machine Tour
- 2019 : Melancholic Paradise Tour

## Premii
2005
| Categorie             | Premiu                   | Data         |
| --------------------- | ------------------------ | ------------ |
| Best Newcomer         | Comet Awards (Germania)  | 6 Octombrie  |
| Super Comet           | Comet Awards (Germania)  | 6 Octombrie  |
| Best Newcomer         | Eins Live Krone          | 24 Noiembrie |
| Best Pop National Act | Bambi Awards             | 1 Decembrie  |
| Best Single           | Golden Penguin (Austria) | ...2005      |
| Best Pop              | Golden Penguin (Austria) | ...2005      |
| Rock Band 2005        | Golden Penguin (Austria) | ...2005      |

2006
| Categorie                           | Premiu                                | Data          |
| ----------------------------------- | ------------------------------------- | ------------- |
| Album of the year                   | Golden Penguin (Austria)              | 8 Februarie   |
| Band of the year                    | Golden Penguin (Austria)              | 8 Februarie   |
| Song of the year – ‘Der Letzte Tag’ | Golden Penguin (Austria)              | 8 Februarie   |
| Best Newcomer                       | Golden Penguin (Austria)              | 8 Februarie   |
| Ausverkaufte Tourhalle              | Sold-out-Award of Königpilsener Arena | 11 Martie     |
| Best Newcomer                       | ECHO Awards (Germania)                | 12 Martie     |
| Best Newcomer                       | Steiger Awards                        | 25 Martie     |
| Pop National                        | Radio Regenbogen (Germania)           | 31 Martie     |
| SuperBand Rock – Golden Otto        | Bravo Otto                            | 6 Mai         |
| Music Award                         | Bild OSGAR                            | 22 Mai        |
| Best Newcomer International         | Popcorn Awards (Ungaria)              | 26 Mai        |
| Best Newcomer                       | Bravo Otto (Ungaria)                  | 24 Iunie      |
| Best International Band             | Bravo Otto (Ungaria)                  | 24 Iunie      |
| Best Newcomer Band                  | Popkomm Bavarian Music Lion           | 21 Septembrie |
| Best German Pop Band                | Goldene Stimmgabel                    | 24 Septembrie |
| Best Selling German Artist          | World Music Awards                    | 15 Noiembrie  |
| Best Pop National Act               | Bambi Awards                          | 30 Noiembrie  |
| Best Live Act                       | Eins Live Krone                       | 7 Decembrie   |
| Best Rock band                      | MTV Franta                            |               |

2007
| Categorie                                | Premiu                                   | Data          |
| ---------------------------------------- | ---------------------------------------- | ------------- |
| Single of the Year – Durch Den Monsun    | Golden Penguin                           |               |
| Best Selling German Act – Album Schrei   | European Border Breakers Award           | 21 Ianuarie   |
| European Border Breakers Award           | NRJ Awards                               | 21 Ianuarie   |
| Rock Award                               | BZ-Kulturpreis                           | 23 Ianuarie   |
| Best Video National                      | ECHO Awards (Germania)                   | 25 Martie     |
| SuperBand Rock – Golden otto             | Bravo Otto                               | 28 Aprilie    |
| Best Video                               | Comet Awards (Germania)                  | 3 Mai         |
| Best Band                                | Comet Awards (Germania)                  | 3 Mai         |
| Supercomet                               | Comet Awards (Germania)                  | 3 Mai         |
| Best Band                                | Jabra Music                              | Iulie 2007    |
| Digital prize                            | Festivalbar (Italia)                     | 7 Septembrie  |
| Most Successful Group Rock International | Goldene Stimmgabel                       | 22 Septembrie |
| Most Successful Popgroup International   | Goldene Stimmgabel Awards                | 3 Octombrie   |
| Best Album                               | TMF Awards (Belgia)                      | 14 Octombrie  |
| Best Video                               | TMF Awards (Belgia)                      | 14 Octombrie  |
| Best New Artist                          | TMF Awards (Belgia)                      | 14 Octombrie  |
| Best Pop                                 | TMF Awards (Belgia)                      | 14 Octombrie  |
| Best International Act                   | MTV Europe Music Awards (EMA)            | 1 Noiembrie   |
| Best band of the Year                    | MTV Italy Nickelodeon Kids' Choice Award | 1 Decembrie   |

2008
| Categorie                                     | Premiu                             | Data         |
| --------------------------------------------- | ---------------------------------- | ------------ |
| Band of the Year 2007                         | Golden Penguin (Austria)           | Ianuarie     |
| Best International Band                       | Rockbjörnen Award (Suedia)         | 24 Ianuarie  |
| Best International Band                       | NRJ Music Awards (Franta)          | 26 Ianuarie  |
| Best Music National                           | Goldene Kamera (Germania)          | 6 Februarie  |
| Best Music Video                              | Echo Awards (Germania)             | 15 Februarie |
| Best International Artist                     | Emma Gala Awards (Finlanda)        | 8 Martie     |
| Best International Group                      | Disney Channel Kids Award (Italia) | 28 Martie    |
| Best Concert                                  | Hitkrant (Olanda)                  | Mai 2008     |
| Best Mood Song – Monsoon                      | Hitkrant (Olanda)                  | Mai 2008     |
| Song that Satys in your Head – Monsoon        | Hitkrant (Olanda)                  | Mai 2008     |
| Superband Rock – Silver Otto                  | Bravo Otto                         | 3 Mai        |
| Best Band                                     | MTV TRL Awards (Italia)            | 17 Mai       |
| Best Number 1 of the Year with Monsoon        | MTV TRL Awards (Italia)            | 17 Mai       |
| Best Band                                     | Comet Awards (Germania)            | 23 Mai       |
| Best Video – An Deiner Seite                  | Comet Awards (Germania)            | 23 Mai       |
| Best Live Act                                 | Comet Awards (Germania)            | 23 Mai       |
| Super Comet                                   | Comet Awards (Germania)            | 23 Mai       |
| Best New Artist                               | MTV VMA Music Awards (USA)         | 7 Septembrie |
| Fan Choice Best Entrance                      | MTV VMA Music Awards (USA)         | 7 Septembrie |
| Best Male Artist International (Bill Kaulitz) | TMF Awards (Belgia)                | 11 Octombrie |
| Best Video International – Don't Jump         | TMF Awards (Belgia)                | 11 Octombrie |
| Song of the Year                              | MTV Latin America Awards           | 16 Octombrie |
| Best Fanclub-Venezuela                        | MTV Latin America Awards           | 16 Octombrie |
| Best New Artist-International                 | MTV Latin America Awards           | 16 Octombrie |
| Best Ringtone                                 | MTV Latin America Awards           | 16 Octombrie |
| Headliner                                     | MTV Europe Music Awards (EMA)      | 6 Noiembrie  |
| Best Selling DVD: ZImmer 483 – Live in Europe | Rekord (Rusia)                     | 2 Decembrie  |

2009
| Categorie                    | Premiu                        | Data          |
| ---------------------------- | ----------------------------- | ------------- |
| SuperBand – Golden Otto      | Bravo Otto (Germania)         | 12 Mai        |
| Best TRL Artist of the Year  | MTV TRL Awards (Italia)       | 16 Mai        |
| Best Online Star             | Comet Awards (Germania)       | 29 Mai        |
| Export Hit of Germany        | Bavarian Music Lion           | 17 Septembrie |
| International Award (2009)   | Audi Generation Award         | 18 Octombrie  |
| Best Group                   | MTV Europe Music Awards (EMA) | 5 Noiembrie   |
| Best International Rock Band | Telehit Awards (Mexico)       | 12 Noiembrie  |

2010
| Categorie                                       | Premiu                             | Data         |
| ----------------------------------------------- | ---------------------------------- | ------------ |
| Best International Band                         | NRJ Music Awards (Franta)          | 23 Ianuarie  |
| Band of the Year                                | Golden Penguin (Austria)           | 29 Ianuarie  |
| Album of the Year                               | Golden Penguin (Austria)           | 2 Ianuarie   |
| Band of the Year                                | Bravoora Awards (Polonia)          | 1 Februarie  |
| Best International Artist                       | Emma Gala Awards (Finlanda)        | 4 Februarie  |
| Walk of Fame                                    | König-Pilsener Arena (Germania)    | 26 Februarie |
| Best International Band                         | Radio Regenbogen Awards (Germania) | 19 Martie    |
| Favorite Music Star                             | Kids Choice Awards 2010 (Germania) | 10 Aprilie   |
| Best Live Act                                   | Comet Awards (Germania)            | 21 Mai       |
| Foreign Song of the Year - World Behind My Wall | Rockbjörnen Award (Suedia)         | 1 Septembrie |
| Concert of the Year                             | Rockbjörnen Award (Suedia)         | 1 Septembrie |
| Best World Stage Performance                    | MTV Europe Music Awards (EMA)      | 7 Noiembrie  |
| Best Group Video                                | Music New Video Music Award        | Decembrie    |
| Best Band National                              | CMA Awards (Germany)               | 12 decembrie |
| Best Single National – World Behind My Wall     | CMA Awards (Germany)               | 12 decembrie |

2011
| Categorie                    | Premiu                        | Data         |
| ---------------------------- | ----------------------------- | ------------ |
| Band of the year             | Bravoora Awards (Polonia)     | Martie       |
| Star of the 20th Anniversary | Bravoora Awards (Polonia)     | Martie       |
| Best Fan Army (Fan Army FTW) | MTV O MUSIC AWARDS (USA)      | 28 Aprilie   |
| Best Rock Video              | MTV Video Music Awards Japan  | 2 iulie      |
| Best Fan Club : Aliens       | 2Musica Awards                | 17 august    |
| Fashion Icon : Bill Kaulitz  | 2Musica Awards                | 17 august    |
| Best Videography             | 2Musica Awards                | 17 august    |
| Best Artist In A Versus      | 2Musica Awards                | 17 august    |
| Best Rock Artist             | 2Musica Awards                | 17 august    |
| Best Fan Army (Fan Army FTW) | MTV O Music Awards (USA)      | 31 octombrie |
| Best Peta2 Ad                | Peta2 6th Annual Libby Awards | Decembrie    |

2012
| Categorie                         | Premiu                            | Data      |
| --------------------------------- | --------------------------------- | --------- |
| Super-Band Rock- Bronze Otto      | BRAVO OTTO (Germany)              | 21 martie |
| Mister Winter 2012 : Bill Kaulitz | Star Planete Awards 2012 (France) | 25 martie |
| Musical March Madness Champions   | MTV Musical March Madness 2012    | 5 aprilie |
| Hottest Rocker Boys               | Q102's Online Competitions        | 27 mai    |
| Best Fan Club : Aliens            | 2Musica Awards                    | 25 iunie  |
| Best Artist In A Versus           | 2Musica Awards                    | 25 iunie  |
| Best Fan Army (Fan Army FTW)      | MTV O Music Awards (USA)          | 28 iunie  |
| Battle Of The Boy Bands           | MTV Latin America Awards (Mexico) | 16 august |

2013
| Categorie                    | Premiu                   | Data         |
| ---------------------------- | ------------------------ | ------------ |
| Best Fan Army (Fan Army FTW) | MTV O Music Awards (USA) | 19 iunie     |
| Biggest Fans                 | MTV Europe Music Awards  | 10 noiembrie |

2014
| Categorie                                   | Premiu                       | Data         |
| ------------------------------------------- | ---------------------------- | ------------ |
| Album Of The Year : Kings of Suburbia       | Music Daily Awards (Hungary) | 28 decembrie |
| Video Of The Year : Love Who Loves You Back | Music Daily Awards (Hungary) | 28 decembrie |
| Band Of The Year                            | Music Daily Awards (Hungary) | 28 decembrie |
| Best Fan Club : Aliens                      | Music Daily Awards (Hungary) | 28 decembrie |
| Best International Band                     | Love Radio Awards (Rusia)    | 29 decembrie |
| OMG Of The Year - Tokio Hotel's comeback    | Love Radio Awards (Rusia)    | 29 decembrie |

2015
| Categorie                                  | Premiu                         | Data       |
| ------------------------------------------ | ------------------------------ | ---------- |
| Video of the year: Love who loves you back | MTV Award (Spain)              | 9 ianuarie |
| Musical March Madness Champions            | MTV Musical March Madness 2015 | 3 aprilie  |
| Best Artist From The World                 | MTV Awards 2015 (Italy)        | 14 iunie   |

## Galerie foto

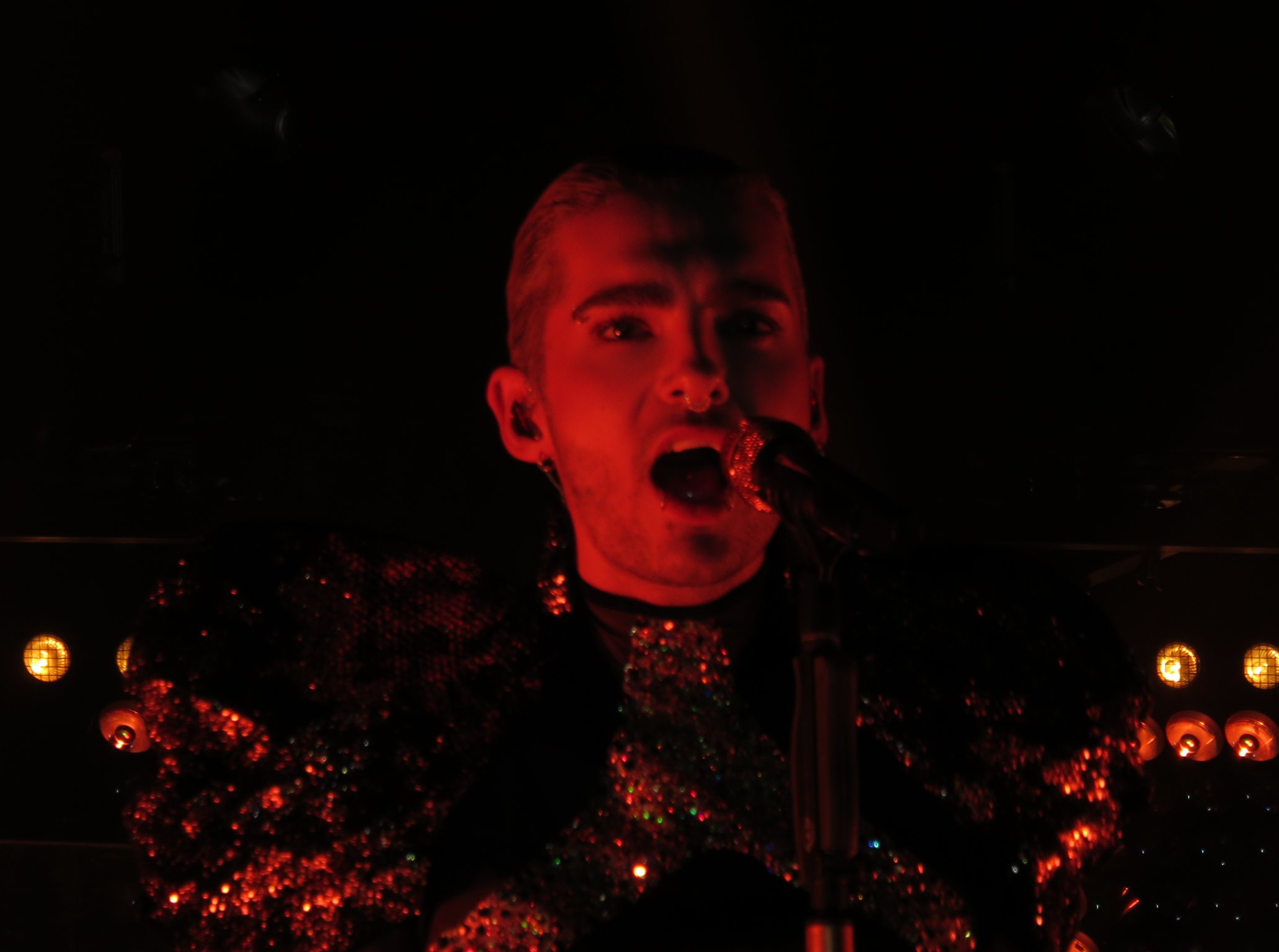

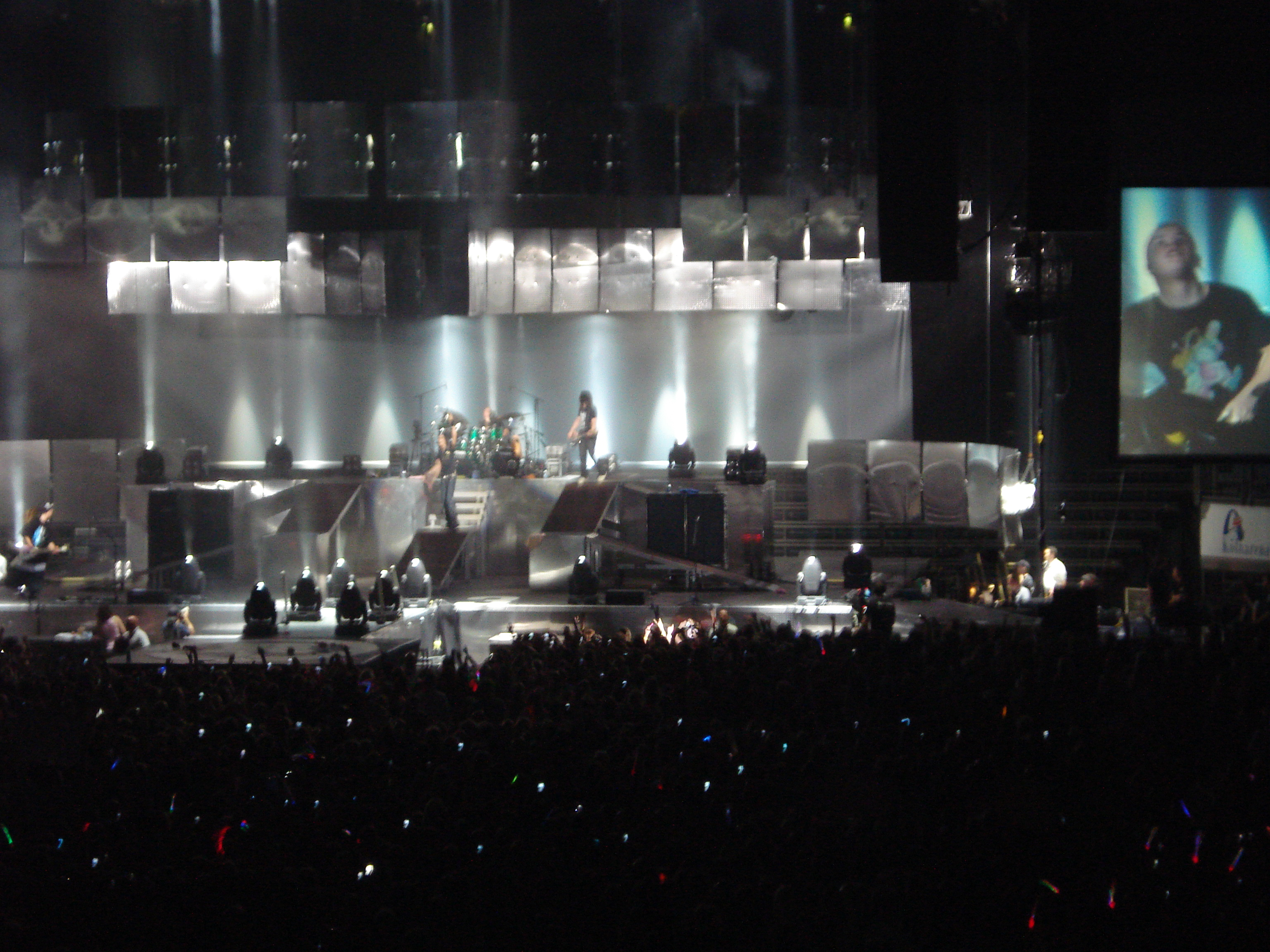
Tokio Hotel live
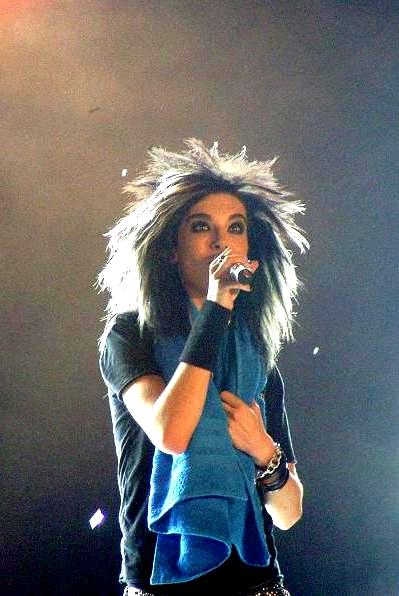
Bill Kaulitz
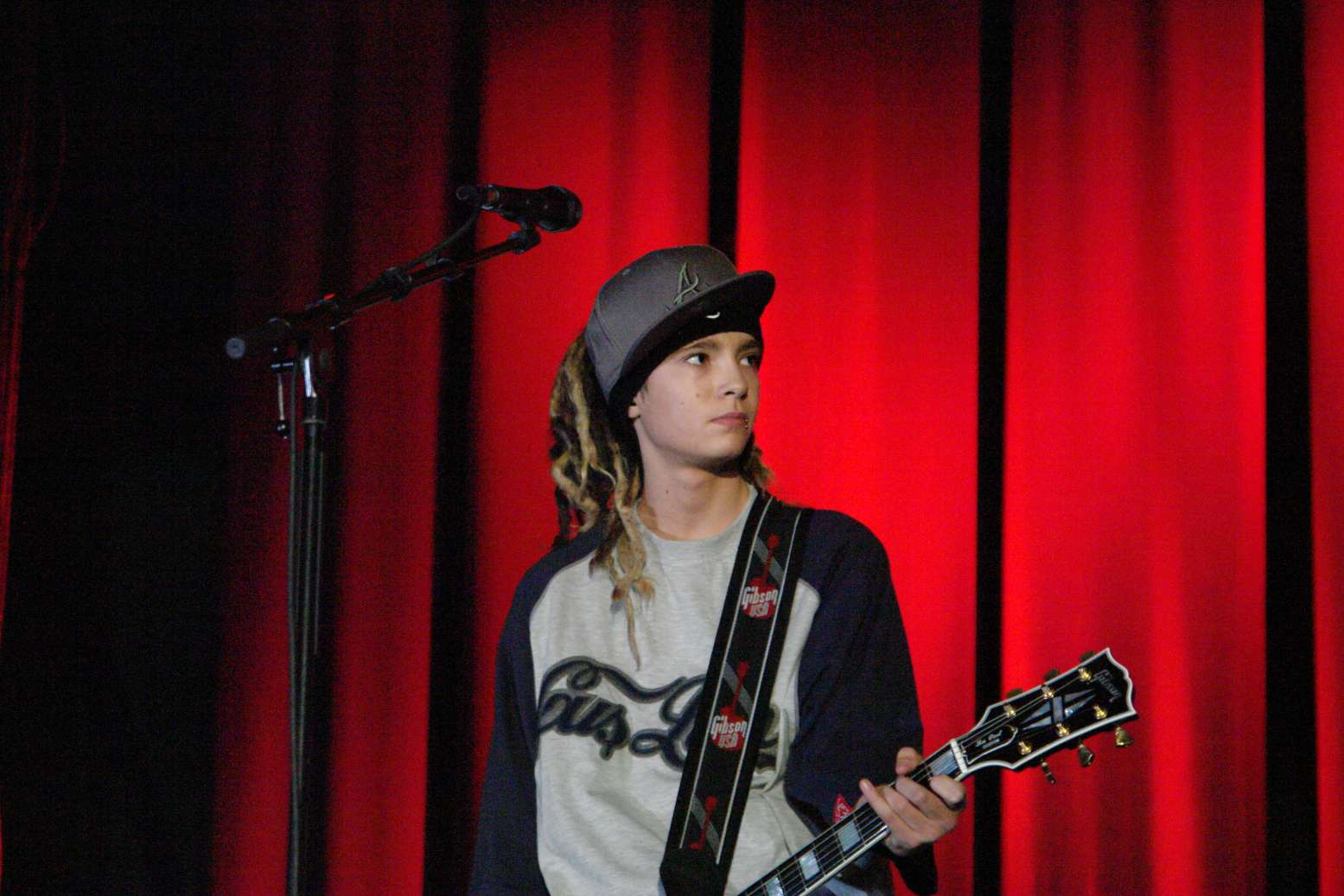
Tom Kaulitz
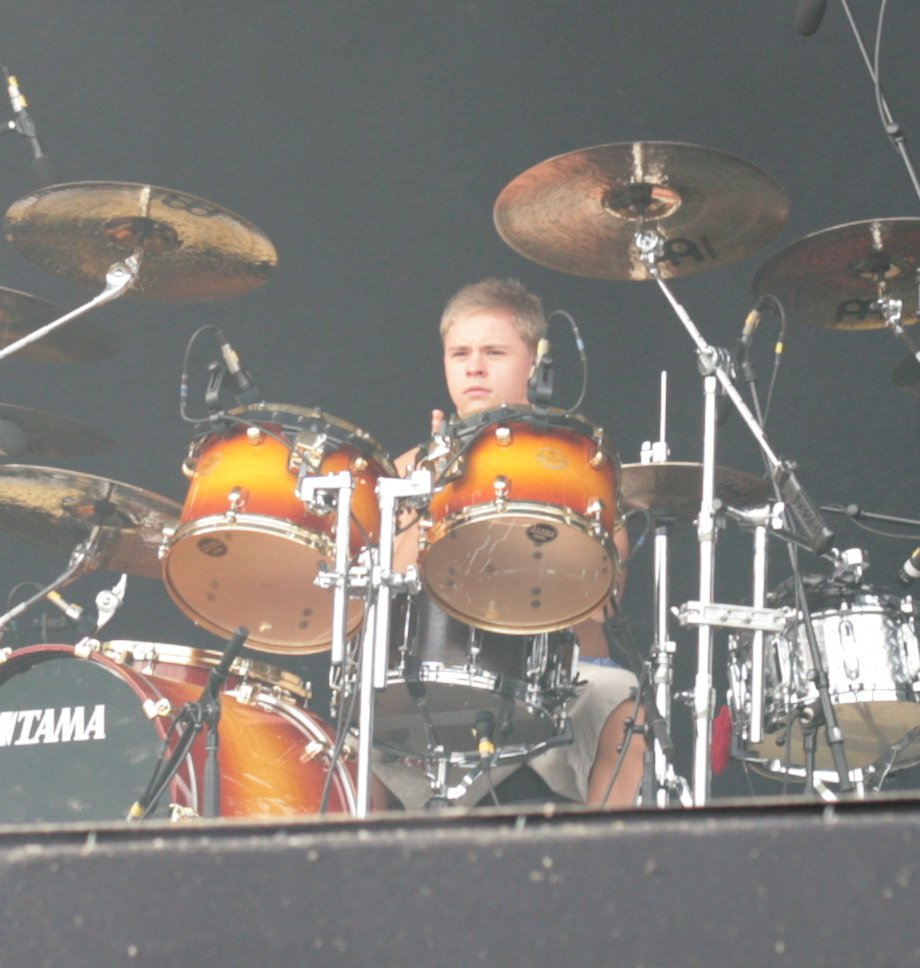
Gustav Schäfer
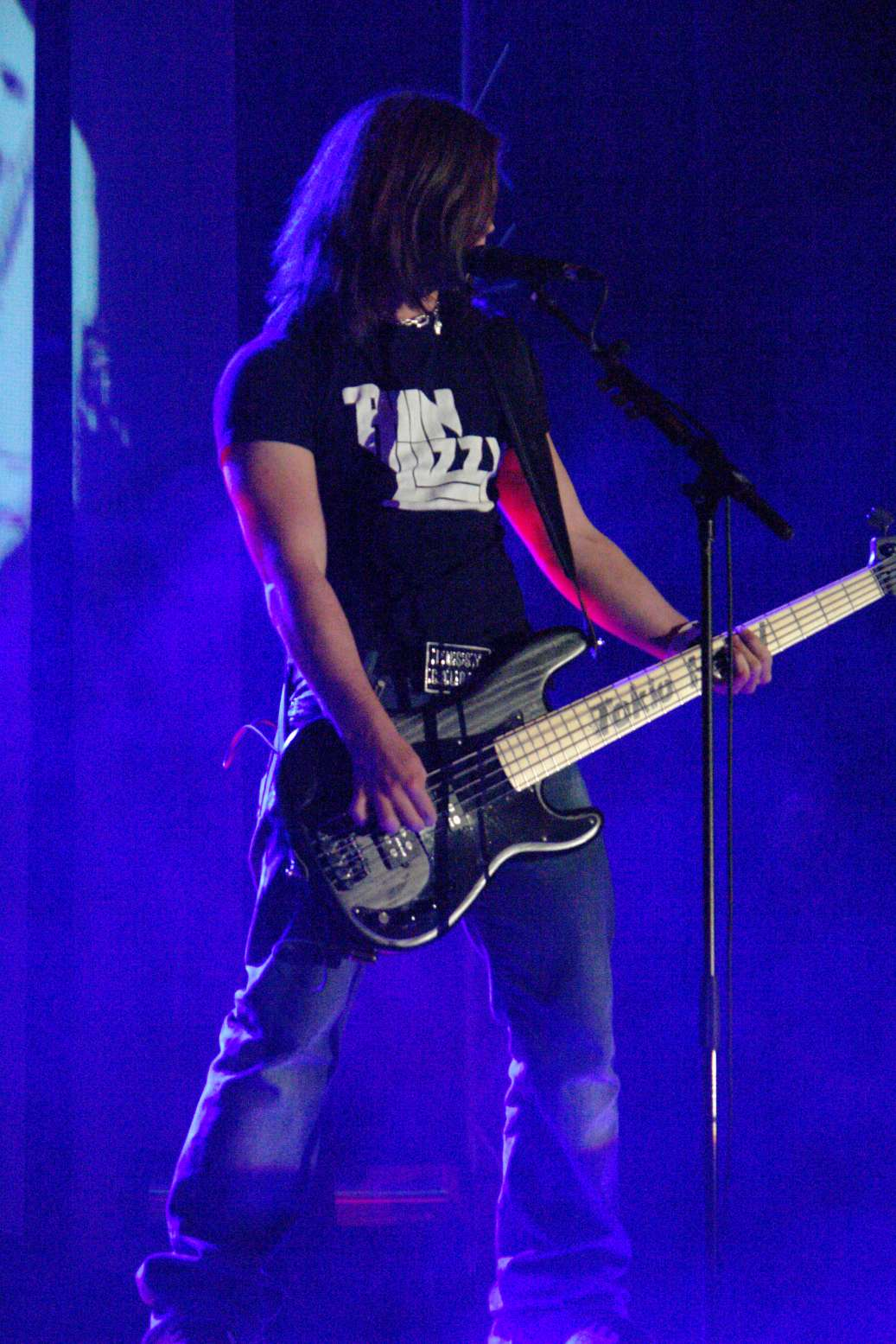
Georg Listing
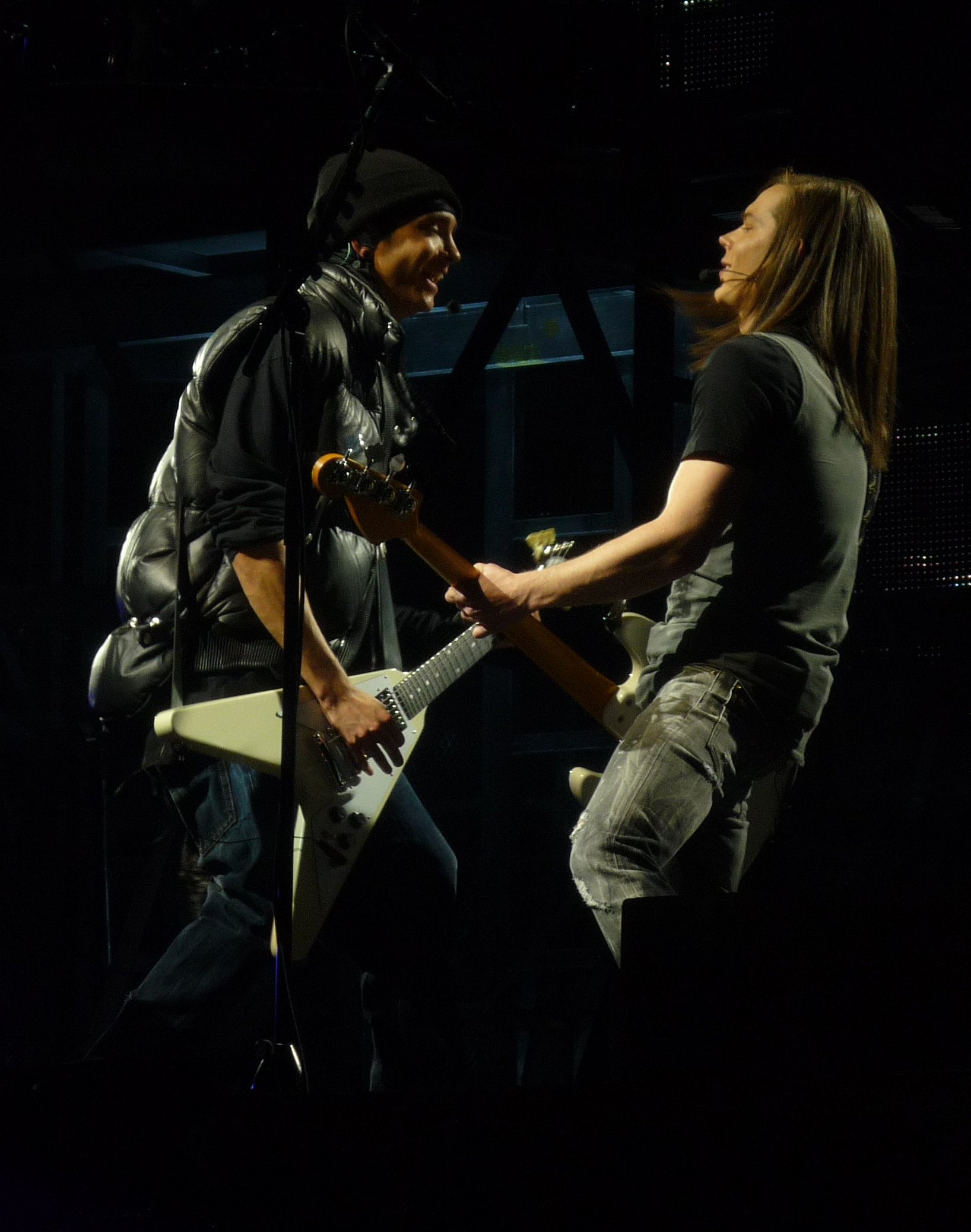
Tom Kaulitz si Georg Listing, "Welcome to Humanoid city tour" 2010
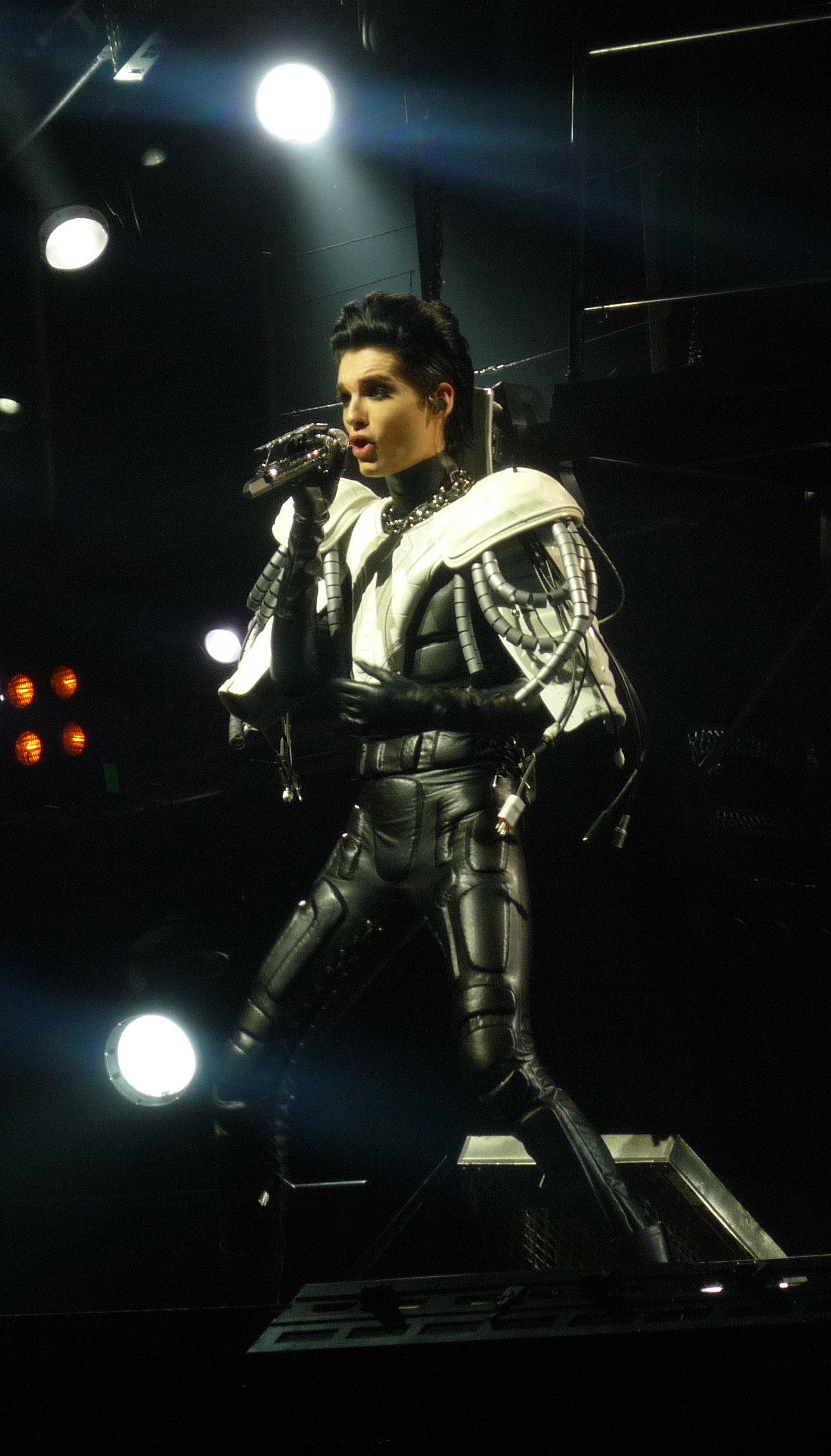
Bill Kaulitz,"Welcome to Humanoid city tour" 2010
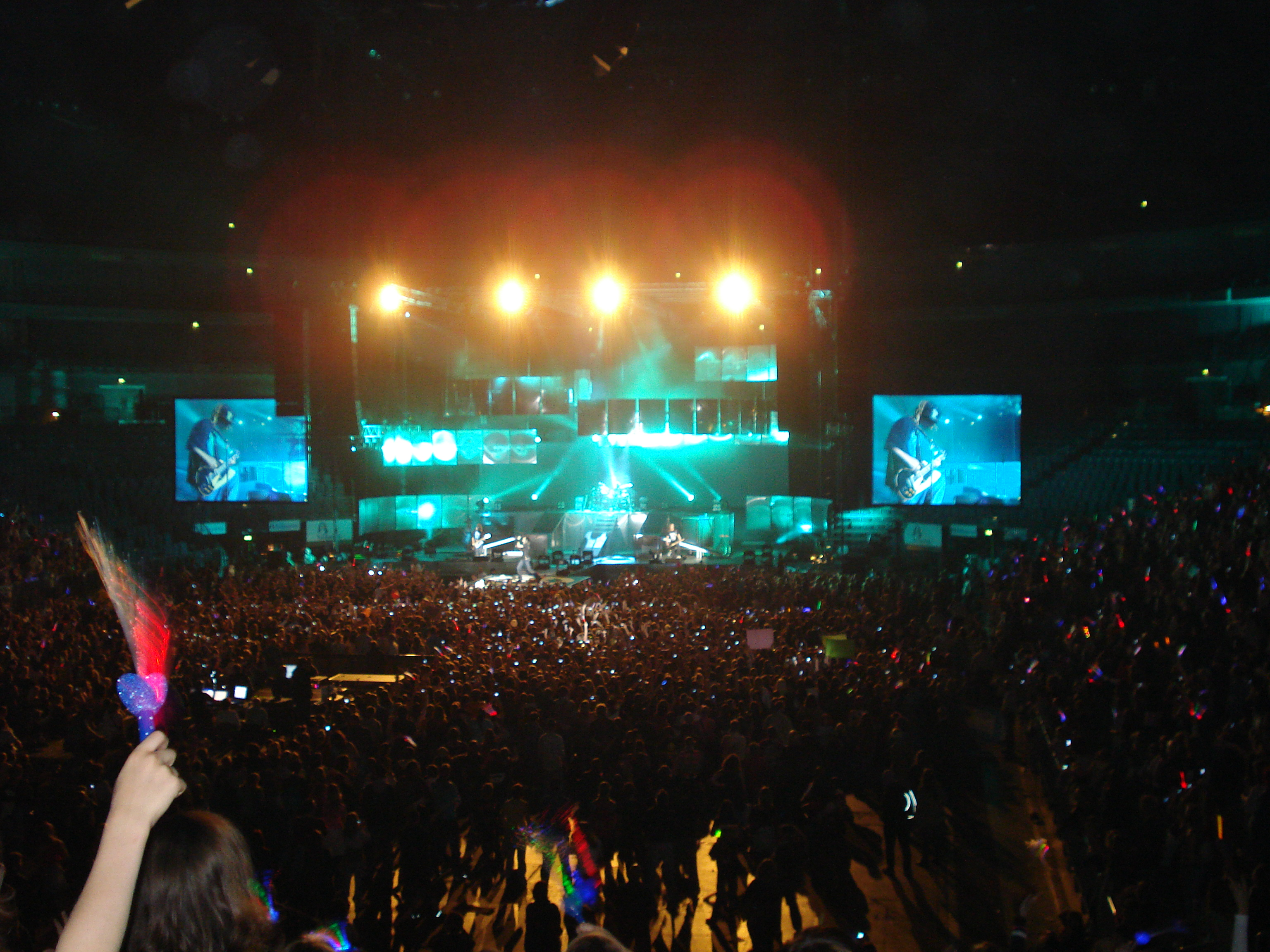
Tokio Hotel Concert in Koln